# Lenzenbrunn
Lenzenbrunn ist eine Gemeindeteil der Gemeinde Riedenheim im unterfränkischen Landkreis Würzburg in Bayern. Der Weiler liegt in der Gemarkung von Riedenheim.

## Geografische Lage
Lenzenbrunn liegt im äußersten Südosten des Riedenheimer Gemeindegebiets. Vom Norden her kommend verläuft der Gollachzufluss Rippach an dem Weiler vorbei. Westlich beginnt das Gebiet von Aub mit dem Gemeindeteil Baldersheim, im Südosten liegt Aufstetten, ein Röttinger Gemeindeteil und südlich Röttingen. Röttingen-Strüth befindet sich im Südwesten. Westlich, getrennt durch die Staatsstraße 2268, liegt der Riedenheimer Gemeindeteil Oberhausen.

## Geschichte
Erstmals erwähnt wurde Lenzenbrunn im 13. Jahrhundert. Am 15. März 1286 verkauften der Ritter Otto von Röttingen und seine Töchter ihre Besitzungen in „Luczenprunn“ für 100 Heller an mehrere edle Damen. Die Frauen erhielten daraufhin von den Eigentümern, vier Chorherren von Stift Neumünster in Würzburg, den Hof zu Lehen. Allerdings behielten sich die Eigentümer das Wiederkaufsrecht vor, es wurde im siebten Jahr, 1293, eingelöst.
Noch im gleichen Jahr verkaufte Ritter Otto den Hof an das Kloster Schäftersheim. Gesiegelt wurde dieser Verkauf von Kraft I. von Hohenlohe, der ebenfalls großen Einfluss in der Region hatte. Nach dem Tod Ottos und seiner Töchter erhielten die Nonnen des Klosters endgültig den Hof in Lenzenbrunn. Erst 1367 bestätigte der Nürnberger Landrichter Friedrich III. zu Castell den Nonnen von Schäftersheim den Besitz.
Im 18. Jahrhundert war der Hof in den Besitz der Würzburger Universität gelangt. Das hochstiftische Amt Röttingen war jedoch für die hohe Gerichtsbarkeit zuständig. Die Bewohner wurden als Einwohner von Riedenheim auch von deren Schultheißen verwaltet. Nach der Ablösung der Würzburger Universität erhielten die Bewohner ihre Höfe als Eigentum. Die Orientierung nach Riedenheim nahm in der Folgezeit zu, so dass Lenzenbrunn heute als Gemeindeteil der Gemeinde geführt wird.

## Baudenkmäler
Lenzenbrunn ist noch heute ein kompaktes Hofgut mit mehreren Bauernhöfen. Den Mittelpunkt bildet ein Wohngebäude aus der Zeit um 1700, ein zweigeschossiger, verputzter Fachwerkbau mit Satteldach. Davor befindet sich eine typisch fränkische Hoftoranlage aus dem 18. bzw. 19. Jahrhundert. In der Umgebung des Weilers befindet sich ein spätmittelalterliches Sühnekreuz. Daneben sind mehrere Bildstöcke auf den Fluren des Ortes erhalten geblieben.